# J-more
J-more（ジェイ・モア）は、かつて存在したエイベックス・マーケティング（現:エイベックス・エンタテインメント）のレコードレーベルである。

## 概要
2004年6月発足。名前の「more」は「middle of the road eternal」を意味しており、主にヤング・エルダー層やシニア・ヤング層をターゲットにしている。
2010年公式ホームページの更新停止。2014年4月16日、泉綾菜のシングル「君色デイズ」発売を最後に消滅。

## かつて所属していたアーティスト
| アーティスト名           | 読み                           | 所属期間       | 備考                                              |
| ------------------------ | ------------------------------ | -------------- | ------------------------------------------------- |
| 世理奈                   | せりな                         | 2004年〜2007年 | 第一弾アーティスト                                |
| The Ivory Brothers       | ザアイボリーブラザーズ         | 2004年〜2005年 | 活動停止                                          |
| O's                      | オズ                           | 2005年〜2007年 | 2008年解散                                        |
| CEYREN                   | セイレン                       | 2006年         |                                                   |
| 西遊姉妹                 | さいゆうめいめい               | 2006年         | 中国人女性2人組ユニット                           |
| Terry&Francisco          | テリーアンドフランシスコ       | 2006年〜2007年 | 2007年頃活動停止                                  |
| 前川紘毅                 | まえかわひろき                 | 2006年〜2012年 | 現在は「紘毅」に改名し俳優として活動              |
| The Do-Nuts              | ザドゥーナッツ                 | 2006年〜2007年 | 2008年10月1日解散                                 |
| 大西亜里                 | おおにしあり                   | 2007年〜2008年 | シンガー兼ミュージックセラピストとして活動        |
| 槇原敬之                 | まきはらのりゆき               | 2007年〜2010年 | 2010年11月プライベートレーベルBuppuレーベルを設立 |
| 有村実樹                 | ありむらみき                   | 2007年〜2008年 | ファッションモデル、デザイナー、女優              |
| でんしれんぢ             | でんしれんぢ                   | 2008年         | 2009年3月21日解散                                 |
| Luxis                    | ラクシス                       | 2008年〜2009年 | 2011年3月解散                                     |
| ふくい舞                 | ふくいまい                     | 2008年〜2011年 | 2014年自主レーベル「Can Can」を設立               |
| 武川アイ                 | たけかわアイ                   | 2009年〜2012年 |                                                   |
| JULIE with THE WILD ONES | ジュリーウィズザワイルドワンズ | 2010年         | 沢田研二・ザ・ワイルドワンズによるユニット        |
| 泉綾菜                   | いずみあやな                   | 2012年〜2014年 | 2014年活動休止                                    |

## コンピレーションアルバム
| 発売日         | タイトル                                                         | 規格品番   |
| -------------- | ---------------------------------------------------------------- | ---------- |
| 2005年04月06日 | 決定盤!全曲完全オリジナル韓ドラ主題歌集 クリウンサラム～愛しい人 | YICD-71002 |
| 2009年06月10日 | 世界に一つだけの音 クリスタル・ヒーリング                        | YICD-70062 |